# Amblycerus chapadicola
Amblycerus chapadicola là một loài bọ cánh cứng trong họ Bruchidae. Loài này được Ribeiro-Costa miêu tả khoa học năm 1997.